# Ecuaciones competitivas de Lotka-Volterra
Las ecuaciones competitivas de Lotka-Volterra son un modelo simple de la dinámica poblacional de especies que compiten por algún recurso común. Pueden generalizarse aún más para incluir interacciones tróficas.

## Visión general
La forma es similar a las ecuaciones de depredación de Lotka-Volterra en que la ecuación para cada especie tiene un término para la auto-interacción y un término para la interacción con otras especies. En las ecuaciones para la depredación, el modelo de población base es exponencial. Para las ecuaciones de competencia, la ecuación logística es la base.
El modelo logístico de población, cuando lo utilizan los ecologistas, suele adoptar la siguiente forma:
{\displaystyle {dx \over dt}=rx\left(1-{x \over K}\right).}
Aquí x es el tamaño de la población en un momento dado, r es la tasa de crecimiento per cápita inherente y K es la capacidad de carga.

### Dos especies
Dadas dos poblaciones, x 1 y x 2, con dinámica logística, la formulación de Lotka-Volterra agrega un término adicional para explicar las interacciones de las especies. Por tanto, las ecuaciones competitivas de Lotka-Volterra son:
{\displaystyle {dx_{1} \over dt}=r_{1}x_{1}\left(1-\left({x_{1}+\alpha _{12}x_{2} \over K_{1}}\right)\right)}
{\displaystyle {dx_{2} \over dt}=r_{2}x_{2}\left(1-\left({x_{2}+\alpha _{21}x_{1} \over K_{2}}\right)\right).}
Aquí, α12 representa el efecto que la especie 2 tiene sobre la población de la especie 1 y α21 representa el efecto que la especie 1 tiene sobre la población de la especie 2. Estos valores no tienen por qué ser iguales. Debido a que esta es la versión competitiva del modelo, todas las interacciones deben ser dañinas (competencia) y, por lo tanto, todos los valores α son positivos. Además, tenga en cuenta que cada especie puede tener su propia tasa de crecimiento y capacidad de carga. Está disponible una clasificación completa de esta dinámica, incluso para todos los patrones de signos de los coeficientes anteriores, que se basa en la equivalencia a la ecuación del replicador de 3 tipos.

### Nespecies
Este modelo se puede generalizar a cualquier número de especies que compitan entre sí. Se puede pensar en las poblaciones y las tasas de crecimiento como vectores, α como una matriz. Entonces la ecuación para cualquier especie i se convierte en
{\displaystyle {\frac {dx_{i}}{dt}}=r_{i}x_{i}\left(1-{\frac {\sum _{j=1}^{N}\alpha _{ij}x_{j}}{K_{i}}}\right)}
o, si la capacidad de carga se introduce en la matriz de interacción (esto en realidad no cambia las ecuaciones, solo cómo se define la matriz de interacción),
{\displaystyle {\frac {dx_{i}}{dt}}=r_{i}x_{i}\left(1-\sum _{j=1}^{N}\alpha _{ij}x_{j}\right)}
donde N es el número total de especies que interactúan. Para simplificar, todos los términos que interactúan con uno mismo αii a menudo se establecen en 1.

### Posible dinámica
La definición de un sistema Lotka-Volterra competitivo asume que todos los valores en la matriz de interacción son positivos o 0 (αij ≥ 0 para todo i, j). Si también se supone que la población de cualquier especie aumentará en ausencia de competencia, a menos que la población ya esté en la capacidad de carga (ri > 0 para todo i), entonces se pueden hacer algunas declaraciones definitivas sobre el comportamiento del sistema.
1. Las poblaciones de todas las especies estarán delimitadas entre 0 y 1 en todo momento (0 ≤ xi ≤ 1, para todo i) siempre que las poblaciones comiencen en positivo.
2. Se ha mostrado que los sistemas Lotka-Volterra que cumplen las condiciones anteriores y tienen cinco o más especies (N ≥ 5) pueden exhibir cualquier comportamiento asintótico, incluyendo un punto fijo, un ciclo límite, un n-toro o atractores.[3]
3. También se demostró que toda la dinámica del atractor ocurre en una variedad de dimensión N -1. Esto esencialmente dice que el atractor no puede tener una dimensión mayor que N -1. Esto es importante porque un ciclo límite no puede existir en menos de dos dimensiones, un n- toro no puede existir en menos de n dimensiones y el caos no puede ocurrir en menos de tres dimensiones. Entonces, se demostró que los sistemas competitivos Lotka-Volterra no pueden exhibir un ciclo límite para N <3, o ningún toro o caos para N <4. Esto todavía está de acuerdo con Smale en que puede ocurrir cualquier dinámica para N ≥ 5.[4][5][6]
  - Más específicamente, se mostró que hay un conjunto invariante C que es homeomorfo al simplex dimensional (N -1)
 {\displaystyle \Delta _{N-1}=\left\{x_{i}:x_{i}\geq 0,\sum x_{i}=1\right\}}
y es un atractor global de todos los puntos excluyendo el origen. Este simplex portador contiene toda la dinámica asintótica del sistema.
4. Para crear un ecosistema estable, la matriz αij debe tener todos los valores propios positivos. Para sistemas de N grandes, los modelos Lotka-Volterra son inestables o tienen poca conectividad. Se ha demostrado que los sistemas Lotka-Volterra grandes y estables surgen si los elementos de αij (es decir, las características de la especie) pueden evolucionar de acuerdo con la selección natural.[7][8]

## Ejemplo de 4 dimensiones

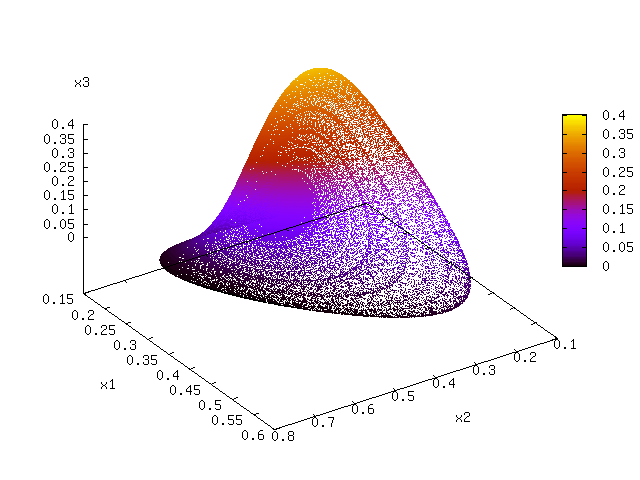
El sistema competitivo Lotka-Volterra se trazó en el espacio de fase con el valor x _{4} representado por el color.

Un ejemplo simple de 4 dimensiones de un sistema competitivo Lotka-Volterra ha sido caracterizado. Aquí, las tasas de crecimiento y la matriz de interacción se han establecido para
{\displaystyle r={\begin{bmatrix}1\\0.72\\1.53\\1.27\end{bmatrix}}\quad \alpha ={\begin{bmatrix}1&1.09&1.52&0\\0&1&0.44&1.36\\2.33&0&1&0.47\\1.21&0.51&0.35&1\end{bmatrix}}}
con {\displaystyle K_{i}=1} para todos {\displaystyle i}. Este sistema es caótico y tiene un mayor exponente de Lyapunov de 0.0203. Según los teoremas de Hirsch, es uno de los sistemas competitivos caóticos de Lotka-Volterra de menor dimensión. La dimensión de Kaplan-Yorke, una medida de la dimensionalidad del atractor, es 2.074. Este valor no es un número entero, indicativo de la estructura fractal inherente a un atractor extraño. El punto de equilibrio coexistente, el punto en el que todas las derivadas son iguales a cero, pero ese no es el origen, se puede encontrar invirtiendo la matriz de interacción y multiplicando por el vector de columna unitaria, y es igual a
{\displaystyle {\overline {x}}=\left(\alpha \right)^{-1}{\begin{bmatrix}1\\1\\1\\1\end{bmatrix}}={\begin{bmatrix}0.3013\\0.4586\\0.1307\\0.3557\end{bmatrix}}.}
Tenga en cuenta que siempre hay 2N puntos de equilibrio, pero todos los demás tienen al menos una población de especies igual a cero.
Los valores propios del sistema en este punto son 0.0414 ± 0.1903 i, -0.3342 y -1.0319. Este punto es inestable debido al valor positivo de la parte real del par de valores propios complejos. Si la parte real fuera negativa, este punto sería estable y la órbita se atraería de forma asintótica. La transición entre estos dos estados, donde la parte real del par de valores propios complejos es igual a cero, se denomina bifurcación de Hopf.
En un estudio detallado de la dependencia de parámetros de la dinámica, se observó que los parámetros de interacción y crecimiento que conducen respectivamente a la extinción de tres especies, o la coexistencia de dos, tres o cuatro especies, están en su mayor parte dispuestos en grandes regiones con límites claros. Como predijo la teoría, también se encontró el caos; teniendo lugar, sin embargo, en islas mucho más pequeñas del espacio de parámetros, lo que dificulta la identificación de su ubicación mediante un algoritmo de búsqueda aleatoria. Estas regiones donde ocurre el caos están, en los tres casos analizados en,  situadas en la interfaz entre una región no caótica de cuatro especies y una región donde ocurre la extinción. Esto implica una alta sensibilidad de la biodiversidad con respecto a las variaciones de parámetros en las regiones caóticas. Además, en regiones donde ocurre la extinción que son adyacentes a regiones caóticas, el cálculo de exponentes locales de Lyapunov reveló que una posible causa de extinción son las fluctuaciones excesivamente fuertes en la abundancia de especies inducidas por el caos local.

## Arreglos espaciales

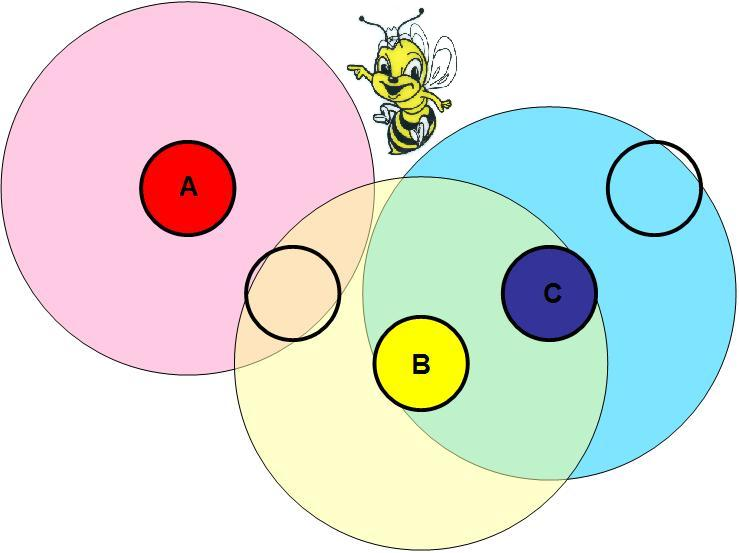
Una ilustración de la estructura espacial en la naturaleza. La fuerza de la interacción entre las colonias de abejas depende de su proximidad. Las colonias A y B interactúan, al igual que las colonias B y C. A y C no interactúan directamente, sino que se afectan entre sí a través de la colonia B.

### Antecedentes
Hay muchas situaciones en las que la fuerza de las interacciones de las especies depende de la distancia física de separación. Imagínese colonias de abejas en un campo. Competirán por el alimento fuertemente con las colonias ubicadas cerca de ellos, débilmente con otras colonias y en absoluto con las colonias que están lejos. Sin embargo, esto no significa que esas colonias lejanas puedan ignorarse. Hay un efecto transitivo que penetra a través del sistema. Si la colonia A interactúa con la colonia B y B con C, entonces C afecta de A a B. Por lo tanto, si se van a utilizar las ecuaciones competitivas de Lotka-Volterra para modelar tal sistema, deben incorporar esta estructura espacial.

### Organización matricial
Una forma posible de incorporar esta estructura espacial es modificar la naturaleza de las ecuaciones de Lotka-Volterra a algo así como un sistema de reacción-difusión. Sin embargo, es mucho más fácil mantener el mismo formato de las ecuaciones y modificar la matriz de interacción. Para simplificar, considere un ejemplo de cinco especies donde todas las especies están alineadas en un círculo, y cada una interactúa solo con los dos vecinos de cada lado con fuerza α−1 y α1 respectivamente. Así, la especie 3 interactúa solo con las especies 2 y 4, la especie 1 interactúa solo con las especies 2 y 5, etc. La matriz de interacción ahora será
{\displaystyle \alpha _{ij}={\begin{bmatrix}1&\alpha _{1}&0&0&\alpha _{-1}\\\alpha _{-1}&1&\alpha _{1}&0&0\\0&\alpha _{-1}&1&\alpha _{1}&0\\0&0&\alpha _{-1}&1&\alpha _{1}\\\alpha _{1}&0&0&\alpha _{-1}&1\end{bmatrix}}.}
Si cada especie es idéntica en sus interacciones con las especies vecinas, entonces cada fila de la matriz es solo una permutación de la primera fila. El punto de equilibrio coexistente para estos sistemas tiene una forma muy simple dada por la inversa de la suma de la fila
{\displaystyle {\overline {x}}_{i}={\frac {1}{\sum _{j=1}^{N}\alpha _{ij}}}={\frac {1}{\alpha _{-1}+1+\alpha _{1}}}.}

### Funciones de Lyapunov
Una función de Lyapunov es una función del sistema f = f (x) cuya existencia en un sistema demuestra estabilidad. A menudo es útil imaginar una función de Lyapunov como la energía del sistema. Si la derivada de la función es igual a cero para alguna órbita que no incluye el punto de equilibrio, entonces esa órbita es un atractor estable, pero debe ser un ciclo límite o n -toro - pero no un atractor extraño (esto se debe a que el mayor exponente de Lyapunov de un ciclo límite y n-toro son cero mientras que el de un atractor extraño es positivo). Si la derivada es menor que cero en todas partes excepto en el punto de equilibrio, entonces el punto de equilibrio es un atractor de punto fijo estable. Cuando se busca un sistema dinámico para atractores de puntos no fijos, la existencia de una función de Lyapunov puede ayudar a eliminar regiones del espacio de parámetros donde estas dinámicas son imposibles.
El sistema espacial presentado anteriormente tiene una función de Lyapunov. Si todas las especies son idénticas en sus interacciones espaciales, entonces la matriz de interacción es circulante. Los valores propios de una matriz circulante están dados por
{\displaystyle \lambda _{k}=\sum _{j=0}^{N-1}c_{j}\gamma ^{kj}}
para k = 0N−1 y donde {\displaystyle \gamma =e^{i2\pi /N}} el enésimo raíz de la unidad. Aquí cj es el j-ésimo valor en la primera fila de la matriz circulante.
La función de Lyapunov existe si la parte real de los valores propios es positiva (Re (λk > 0 para k = 0, …, N / 2). Considere el sistema donde α−2 = a, α−1 = b, α1 = c y α2 = d. La función de Lyapunov existe si
{\displaystyle \operatorname {Re} (\lambda _{k})=\operatorname {Re} \left(1+\alpha _{-2}e^{i2\pi k(N-2)/N}+\alpha _{-1}e^{i2\pi k(N-1)/N}+\alpha _{1}e^{i2\pi k/N}+\alpha _{2}e^{i4\pi k/N}\right)} {\displaystyle =1+(\alpha _{-2}+\alpha _{2})\cos \left({\frac {4\pi k}{N}}\right)+(\alpha _{-1}+\alpha _{1})\cos \left({\frac {2\pi k}{N}}\right)>0}
para k = 0, ... , N − 1. Ahora, en lugar de tener que integrar el sistema durante miles de pasos de tiempo para ver si existe alguna dinámica que no sea un atractor de punto fijo, solo es necesario determinar si existe la función de Lyapunov (nota: la ausencia de la función de Lyapunov no garantiza una ciclo límite, toroide o caos).
Ejemplo: Sea α − 2 = 0.451, α − 1 = 0.5 y α 2 = 0.237. Si α 1 = 0.5, entonces todos los valores propios son negativos y el único atractor es un punto fijo. Si α1 = 0,852, entonces la parte real de uno de los pares complejos de valores propios se vuelve positiva y hay un atractor extraño. La desaparición de esta función de Lyapunov coincide con una bifurcación de Hopf.

### Sistemas de línea y valores propios

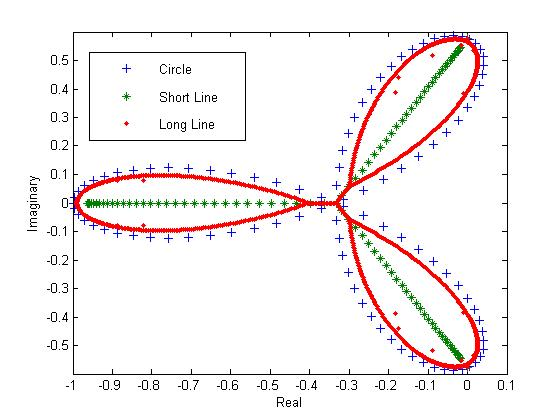
Los valores propios de un círculo, una línea corta y una línea larga trazados en el plano complejo

También es posible organizar las especies en una línea. La matriz de interacción para este sistema es muy similar a la de un círculo excepto que se eliminan los términos de interacción en la parte inferior izquierda y superior derecha de la matriz (aquellos que describen las interacciones entre las especies 1 y N, etc.).
{\displaystyle \alpha _{ij}={\begin{bmatrix}1&\alpha _{1}&0&0&0\\\alpha _{-1}&1&\alpha _{1}&0&0\\0&\alpha _{-1}&1&\alpha _{1}&0\\0&0&\alpha _{-1}&1&\alpha _{1}\\0&0&0&\alpha _{-1}&1\end{bmatrix}}}
Este cambio elimina la función de Lyapunov descrita anteriormente para el sistema en un círculo, pero lo más probable es que haya otras funciones de Lyapunov que no se hayan descubierto.
Los valores propios del sistema circular trazados en el plano complejo forman una forma de trébol. Los valores propios de una línea corta forman una Y lateral, pero los de una línea larga comienzan a parecerse a la forma de trébol del círculo. Esto podría deberse al hecho de que una línea larga es indistinguible de un círculo a aquellas especies alejadas de los extremos.